# Блејн (Вашингтон)
Блејн (енгл. Blaine) град је у америчкој савезној држави Вашингтон. По попису становништва из 2010. у њему је живело 4.684 становника.

## Демографија
Према попису становништва из 2010. у граду је живело 4.684 становника, што је 914 (24,2%) становника више него 2000. године.
| Група             | 2000.         | 2010.         |
| Белци             | 3.230 (85,7%) | 3.901 (83,3%) |
| Афроамериканци    | 45 (1,2%)     | 64 (1,4%)     |
| Азијати           | 158 (4,2%)    | 240 (5,1%)    |
| Хиспаноамериканци | 164 (4,4%)    | 235 (5,0%)    |
| Укупно            | 3.770         | 4.684         |